# Осветление в тримерното моделиране
Тази статия разглежда осветлението в тримерната компютърна графика от гледна точка на използването му при моделирането на различни сцени. Статията модели на осветление се фокусира върху програмната реализация.

## Видове светлинни източници
Повечето програмни пакети за тримерно моделиране предлагат различни видове източници на светлина, които могат да се използват за постигне на желаното осветление в сцената. Обикновено под една или друга форма са достъпни следните основни разновидности.

#### Точков източник на светлина (Omni, Omni-directional light)
Източниците на светлина от този тип представляват точка с определени координати, която отдава светлина във всички посоки. Удачна аналогия от реалния свят са електрическите крушки.

#### Позиционен източник на светлина (Spot light)
Този вид източници са подобни на прожектор, който има определена позиция, посока и максимален ъгъл на отклонение на светлината.

#### Директен източник на светлина (Direct, Directional light, Sunlight)
Директните източници на светлина отдават паралелни лъчи светлина с дадена посока. Ефектът е същият като от позиционен източник на светилна, отдалечен на безкрайно голямо разстояние. Най-често срещаният пример за директен източник на светлина е слънцето – поради много голямото му отстояние от земята неговите лъчи достигат до повърхността ѝ на практика паралелни. Затова при моделирането на сцени осветени от слънчева светлина следва да се използва именно такъв вид източник.

## Параметри на светлинните източници
В зависимост от вида си всеки източник на светлина разполага с множество специфични параметри, но освен тях всички източници на светлина споделят и няколко общи, като например интензитет и цвят на светлината. В допълнение често пъти може да се контролира и отслабването на интензитета с отдалечаването от източника.